# Maarten Koningsberger
Pour les articles homonymes, voir Koningsberger.
Maarten Koningsberger est un baryton-basse néerlandais spécialisé dans le répertoire baroque.

## Biographie
Maarten Koningsberger naît à Utrecht aux Pays-Bas.
Il commence sa carrière musicale en tant que pianiste mais il passe ensuite au chant : il étudie d'abord avec Max van Egmond au Conservatoire Sweelinck d'Amsterdam et ensuite à l'École d'Art Lyrique à Paris et à l'Atelier de Chant à Lyon.
Il fait ses débuts à l'opéra dans Les Indes galantes de Jean-Philippe Rameau avec l'Opéra Comique.
Maarten Koningsberger consacre des ateliers au luth et aux airs de cour avec Carolyn Watkinson, Anne Azéma et Fred Jacobs.

## Interprétations remarquables
Maarten Koningsberger publia avec l'ensemble Academy of the Begynhof d'Amsterdam un très bel enregistrement discographique confrontant la cantate "Les Femmes" publiée par André Campra en 1708, dans laquelle Campra  dresse la liste des caractères peu attirants de certains types de femmes (la coquette, la savante, l'indolente...), à la cantate "L'Apologie des Femmes" que le compositeur néerlandais Quirinus van Blankenburg publia en 1715 (en français) comme une réponse à la cantate de Campra et dans laquelle il dresse la liste des traits positifs de toutes les femmes dénigrées dans la cantate de Campra.

## Discographie sélective

### Avec Academy of the Begynhof
- 1992 : Les Femmes, french cantatas d'André Campra et Quirinus Van Blankenburg (CD Globe GLO 5055)

### Avec Les Arts Florissants dirigés par William Christie
- 1997 : Grands Motets de Jean-Joseph Cassanéa de Mondonville